# Cédric Si Mohamed
Cédric Si Mohamed (Roanne, 9 gennaio 1985) è un calciatore francese naturalizzato algerino, portiere del Saint Cyr Collonges Au Mont d'Or.

## Biografia
Cédric Si Mohamed è nato a Roanne (Francia) da un padre algerino originario da Remchi e da una madre francese originaria di Lione.

## Carriera

### Nazionale
Viene convocato il 26 maggio 2012 dalla nazionale maggiore per la partita vinta 3-0 contro il Niger, giocando tutti i minuti. Ha poi partecipato alla Coppa d'Africa del 2013 ed ai Mondiali di Brasile 2014.

## Statistiche

### Cronologia presenze e reti in Nazionale
| Cronologia completa delle presenze e delle reti in nazionale ― Algeria | Cronologia completa delle presenze e delle reti in nazionale ― Algeria | Cronologia completa delle presenze e delle reti in nazionale ― Algeria | Cronologia completa delle presenze e delle reti in nazionale ― Algeria | Cronologia completa delle presenze e delle reti in nazionale ― Algeria | Cronologia completa delle presenze e delle reti in nazionale ― Algeria | Cronologia completa delle presenze e delle reti in nazionale ― Algeria | Cronologia completa delle presenze e delle reti in nazionale ― Algeria |
| Data                                                                   | Città                                                                  | In casa                                                                | Risultato                                                              | Ospiti                                                                 | Competizione                                                           | Reti                                                                   | Note                                                                   |
| ---------------------------------------------------------------------- | ---------------------------------------------------------------------- | ---------------------------------------------------------------------- | ---------------------------------------------------------------------- | ---------------------------------------------------------------------- | ---------------------------------------------------------------------- | ---------------------------------------------------------------------- | ---------------------------------------------------------------------- |
| 26-5-2013                                                              | Blida                                                                  | Algeria                                                                | 3 – 0                                                                  | Niger                                                                  | Amichevole                                                             | -                                                                      |                                                                        |
| Totale                                                                 |                                                                        | Presenze                                                               | 1                                                                      |                                                                        | Reti                                                                   | 0                                                                      |                                                                        |

## Palmarès

### Club

#### Competizioni nazionali
- Championnat de France amateur: 1

Yzeure: 2005-2006 (gruppo C)